# Zaviralec α-glukozidaze
Zaviralci α-glukozidaze so skupina učinkovin, ki v prebavilih zavirajo encim α-glukozidazo in s tem posredno zavirajo absorpcijo ogljikovih hidratov ter preprečujejo visoko koncentracijo krvnega sladkorja (glukoze) v krvi po obroku. Zato se uporabljajo kot peroralni antidiabetiki, in sicer za zdravljenje sladkorne bolezni tipa 2.
Med neželene učinke spadajo prebavne težave, kot so napenjanje, driska in bolečine v trebuhu. Ne povzročajo pa hipoglikemije (prekomernega znižanja ravni krvnega sladkorja), saj ne vplivajo na izločanje inzulina. Ker so manj učinkoviti od nekaterih drugih zdravil, niso uvrščeni med priporočena zdravila prvega izbora.
Primeri klinično uporabnih zaviralcev alfa-glukozidaz so akarboza, miglitol in vogliboza.

## Klinična uporaba
Zaviralci α-glukozidaze se uporabljajo kot peroralni antidiabetiki, in sicer za zdravljenje sladkorne bolezni tipa 2. Uporabljajo se samostojno ali v kombinaciji z drugimi zdravili za zdravljenje sladkorne bolezni.
Smernice za zdravljenje sladkorne bolezni jih ne uvrščajo med  priporočena zdravila prvega izbora, ker so pri obvladovanju krvnega sladkorja manj učinkoviti od nekaterih drugih zdravil, kot so metformin in sulfonilsečnine. Uporabljajo se lahko na primer pri bolnikih, pri katerih uporaba drugih zdravil ni primerna, in pri bolnikih, pri katerih je večje tveganje za pojav hipoglikemije. Pri bolnikih z moteno toleranco za glukozo kot predstopnjo sladkorne bolezni lahko pomagajo preložiti pojav prave sladkorne bolezni.

## Način uporabe in odmerjanje
Zaviralci α-glukozidaze se uporabljajo skozi usta (peroralno), in sicer trikrat dnevno pred vsakim obrokom. Priporoča se uvedba zdravljenja s čim manjšim odmerkom, ki se lahko kasneje ustrezno povečuje, in sicer zaradi zmanjšanja tveganja za pojav prebavnih neželenih učinkov.

## Neželeni učinki
Med pogoste neželene učinke spadajo prebavne motnje, kot so napenjanje, driska in bolečine v trebuhu. Napenjanje, ki je posledica povečanega nastajanja plinov v črevesju zaradi bakterijske razgradnje neprebavljenih ogljikovih hidratov, se pojavlja pri okoli 78 % bolnikov.
Za razliko od nekaterih drugih antidiabetikov zaviralci α-glukozidaze ne povzročajo hipoglikemije (prekomernega znižanja ravni krvnega sladkorja), saj ne vplivajo na izločanje inzulina.

## Mehanizem delovanja
Zaviralci α-glukozidaze reverzibilno in kompetitivno zavirajo encim α-glukozidazo na resicah tankega črevesa. Omenjeni encim povzroči v prebavilih razgradnjo kompleksnejših ogljikovih hidratov do monosaharidov, ki se lahko absorbirajo v krvni obtok. Z zaviranjem tega encima se ogljikovi hidrati ne razgradijo na manjše enote in posledično se zavre njihova absorpcija. S tem se zmanjša vpliv ogljikovih hidratov iz hrane na koncentracijo sladkorja v krvi; zaviralci α-glukozidaze so najbolj učinkoviti pri postprandialni hiperglikemiji (porastu krvnega sladkorja po zaužitem obroku).